# جيك ولز
جيك ولز (بالإنجليزية: Jake Wells)‏ هو لاعب كرة قاعدة أمريكي، ولد في 9 أغسطس 1863 في ممفيس في الولايات المتحدة، وتوفي في 16 مارس 1927 في هينديرسونفيل في الولايات المتحدة.